# Yaginumaella tenella
Yaginumaella tenella är en spindelart som beskrevs av Zabka 1981. Yaginumaella tenella ingår i släktet Yaginumaella och familjen hoppspindlar. Inga underarter finns listade i Catalogue of Life.